# گوسواو (استان اوپوله)
گوسواو (به لهستانی: Gosław) یک منطقهٔ مسکونی در لهستان است که در گمینا بچنا واقع شده‌است.